# Ozarba divisa
Ozarba divisa är en fjärilsart som beskrevs av M.Gaede 1916. Ozarba divisa ingår i släktet Ozarba och familjen nattflyn. Inga underarter finns listade i Catalogue of Life.